# Pneumatopteris hudsoniana
Pneumatopteris hudsoniana är en kärrbräkenväxtart som först beskrevs av Brackenr., och fick sitt nu gällande namn av Holtt. Pneumatopteris hudsoniana ingår i släktet Pneumatopteris och familjen Thelypteridaceae. Inga underarter finns listade.